# Parsifal (vonat)

A Parsifal útvonalának változása

A Parsifal egy nemzetközi vasúti járat volt, amely Franciaország fővárosát, Párizst kötötte össze Dortmunddal, később Kölnnel. Nevét Percival (német nyelven: Parsifal) Arthur király híres kerekasztalának egyik lovagja után kapta.

## Története

### Trans Europ Express
A Parsifal 1957. október 3-án indult a második TEE szolgáltatásként Párizs és a Ruhr-vidék között. A Parsifalt a Paris–Ruhr járat "tükörképének" tervezték. Míg a Paris-Ruhr reggel nyugat felé, este kelet felé indult, a Parsifal reggel kelet felé indult, és este tért vissza Párizsba. Kezdetben francia RGP-825 sorozatú szerelvényeket használtak. 1960. május 29-én a Parsifal útvonalát meghosszabbították Hamburgig. Az útvonal új hossza miatt két vonatra volt szükség a szolgáltatás üzemeltetéséhez. A kilométerdíjak kiegyenlítése érdekében a gördülőállományt átállították a Paris-Ruhr-ra, így a németországi extra kilométereket német vonatok tették meg, anélkül, hogy a külföldi vágányokért kilométerdíjat kellett volna fizetniük. A DB VT 11.5 sorozatot 1968. szeptember 28-ig használták, amikor a gördülőállományt villamos-mozdonyos vonatok váltották fel. 1965. május 30-tól 1966. május 22-ig a Parsifal egyesítve közlekedett a Diamanttal Liège és Essen között.

### Schnellzug / InterCity
1978. szeptemberében úgy döntöttek, hogy másodosztályt is kínálnak a Hamburg-Párizs összeköttetésen, ami azt jelentette, hogy a TEE kritériumai már nem teljesültnek. 1979. május 25-én a másodosztályú kocsikat is besoroztak a vonatba, és a szolgáltatást D-Zug néven folytatták. 1983. május 29-én a vonatot InterCity szolgáltatássá fejlesztették.

### EuroCity
1987. május 31-én, az EuroCity hálózat beindításával az EC Parsifal volt az egyik első szolgáltatás, bár útvonala a Párizs-Köln szakaszra rövidült le. A TEE egyik problémájának megoldása érdekében, miszerint csak naponta egy vonatpár volt, a Parsifal mellett még két másik vonatpárt is indítottak. A másik kettő az EC Molière és az EC Gustave Eiffel voltak, így mindkét irányba reggel, délután és este is lett EuroCity szolgáltatás. A Gustave Eiffel azonban csak egy év után elveszítette EC státusát.
1997. december 14-én a Parsifalt felváltotta a Párizs-Köln között közlekedő Thalys szolgáltatás.